# 大泉黒石

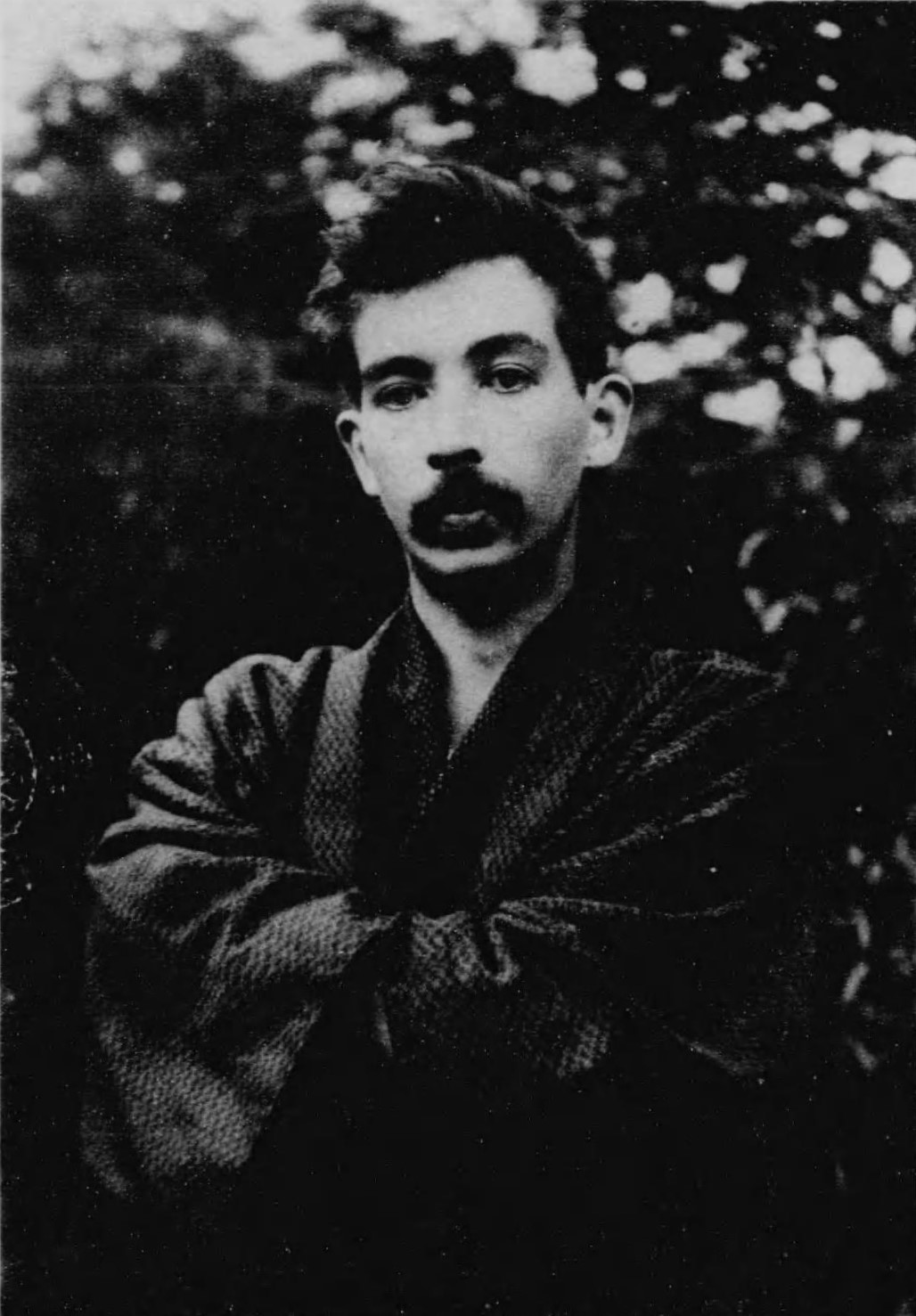
大泉黒石

大泉 黒石（おおいずみ こくせき、1893年（明治26年）10月21日/1894年（明治27年）7月27日 - 1957年（昭和32年）10月26日）は日本の作家、ロシア文学者。自称「国際的の居候」。アナキスト的思想を盛り込んだ小説『老子』『人間廃業』などのベストセラーがある。

## 生涯
長崎県八幡町（現在の長崎市）八幡神社境内にて、ロシア人アレクサンドル・ステパノヴィチ・ワホーヴィチと日本人本山恵子の間に生まれる。
日本名、大泉 清。ロシア名アレクサンドル・ステパノヴィチ・キヨスキー。
父はロシアの農家の出でペテルブルク大学出身の法学博士。
天津の領事館に勤務していたが、ロシア皇太子時代のニコライ2世の侍従として来日した折、日本側の接待役でロシア文学研究家だった恵子と知り合い、周囲の反対を押し切って結ばれた。
恵子は産後の肥立ちが悪く、清を産んでから一週間にして死去（享年16）。このため、清は母方の祖母に引き取られ、大泉姓を継いだ。
『俺の自叙伝』(『人間開業』)によると、小学校3年まで長崎で過ごしたが、漢口の領事をしていた父を頼って大陸に渡ったところ、まもなく父とも死別。
このため、父方の叔母に連れられてロシアに行き、モスクワの小学校に編入（ロシアでは近所にレフ・トルストイがいた）。
その後、フランスに移り、パリのリセに数年間在学したが停学処分を受け、スイスやイタリアを経て日本に戻り、長崎の鎮西学院中学を卒業。
さらにロシアへ戻り、ペトログラードの学校に在学したが、ロシア革命の混乱を避けて帰国し、旧制第三高等学校（現在の京都大学総合人間学部）に入学。在学中、幼馴染の福原美代と結婚。
その後三高を退学し、1917年に上京。第一高等学校に在籍したが、まもなくこちらも退学した。
石川島造船所書記から屠殺場番頭に至る職を転々としつつ小説家を志し、1919年『中央公論』誌編集長滝田樗陰に認められて、同誌に特異な自伝『俺の自叙伝』を連載し脚光を浴びる。
以後、ベストセラーになった『老子』、その続篇『老子とその子』、『人間開業』、『人間廃業』などを世に送り出して文壇の寵児となった。
ゴーリキーを愛好し、『どん底』の原典訳や、『露西亜文学史』も執筆した。一時期映画界にも関わり日活にシナリオを書いたこともある。
しかし『中央公論』ではそれまで説苑欄に寄稿していたのを、創作欄に小説を掲載したところ、
村松梢風や大泉など情話作家と呼ばれた作家の創作欄掲載に対して芥川龍之介、佐藤春夫らが抗議するということがあり、
また1926年頃から超国家主義的な世相や混血児への差別などを背景に文壇で疎外されるようになった。
その後は紀行文などを執筆し、戦時中は食用雑草の献立法『草の味』も刊行。戦後は横須賀で、語学を活かして通訳として生計を立てて暮らした。
ロシア文学者としての著書に『露西亜文学史』。1988年には『大泉黒石全集』が緑書房から刊行された。
息子は俳優の大泉滉。孫(娘の子)はアメリカのソーシャライトであるアナ・シェイ。

## 作品
1922年6月刊行の『老子』は、周の老哲人李耳が旅先で、旅芸人の鳳と、革命家の労働者彭と知り合い、宿の娘を救い出そうとして犯罪に巻き込まれ、獄中で「道」の哲理を説くに至る物語。
3ヶ月間に13版を重ねる売れ行きを見せ、続いて同年11月に続編『老子とその子』も出版された。
当時中村星湖はこれを宗教文学と呼んだが、後年に由良君美は「ニヒリズム文学」「国家も社会も否定する無為のアナキズムに本来の人間主義を真のインターナショナリズムを回復しようとする」立場と評している。実際に甘粕事件などの思想弾圧を背景とする検閲による伏字も多く、1923年7月に『老子』出版記念講演会が予定されたが官憲により中止された。

## 著作リスト

### 小説・ノンフィクション
- 『卵を多く産ませる素人養鶏』（大泉清名義、盛陽堂） 1917
- 『露西亜西伯利ほろ馬車巡礼』（磯部甲陽堂） 1919
- 『俺の自叙伝』[5]（玄文社） 1919／（四方田犬彦解説、岩波文庫） 2023
- 『闇を行く人 ロシヤ秘話』（日新閣） 1919
- 『悲劇小説 犯さぬ罪』（盛陽堂） 1920
- 『恋を賭くる女』（南北社） 1920
- 『露西亜文学史』（大鐙閣） 1922／改題『ロシア文学史』（川端香男里校訂・解説、講談社学術文庫） 1989
- 『小説老子』（新光社） 1922
- 『老子とその子』（春秋社） 1922
- 『血と霊』（春秋社） 1923
- 『弥次郎兵衛喜多八』（盛陽堂） 1923
- 『大宇宙の黙示』（新光社） 1924、のち改題『予言』
- 『黄夫人の手』（春秋社） 1924
- 『人生見物』（紅玉堂書店） 1924
- 『人間廃業』（文録社） 1926
- 『人間開業』（毎夕社出版部） 1926
- 『眼を捜して歩く男 怪奇小説集』（騒人社書局） 1927、のち騒人文庫
- 『灯を消すな 趣怪綺談』（大阪屋号書店） 1929
- 『峡谷を探ぐる』（春陽堂） 1929
- 『当世浮世大学』（現代ユウモア全集刊行会、現代ユウモア全集） 1929
- 『峡谷と温泉』（二松堂書店） 1930
- 『読心術』（万里閣書房） 1930
- 『天女の幻』（盛陽堂書店） 1931
- 『山と峡谷』（二松堂書店） 1931
- 『峡谷行脚 <附>山と温泉』（興文書院） 1933
- 『おらんださん』（大新社） 1941
- 『山の人生』（大新社） 1942
- 『白鬼来 阿片戦争はかく戦はれた』（大新社） 1942
- 『草の味』（大泉清名義、大新社） 1943
- 『ひな鷲わか鷲』（大泉清名義、大新社） 1944

### 翻訳
- 『どん底』（ゴーリキー、東亜堂）1921

## 作品集
- 『黒石怪奇物語集』（新作社） 1925、桃源社 1972
- 『大泉黒石全集』全9巻（造型社・緑書房） 1988
  1. 人間開業
  2. 老子
  3. 老子とその子
  4. 預言
  5. 人間廃業
  6. 葡萄牙女の手紙
  7. 眼を捜して歩く男
  8. 恋を賭ける女
  9. おらんださん
- 『不死身 幽鬼楼』（勉誠出版、大衆「奇」文学館） 1998
- 『黄夫人の手 黒石怪奇物語集』（河出文庫） 2013、新版2025

### 評伝
- 四方田犬彦『大泉黒石　わが故郷は世界文学』（岩波書店） 2023